# Дзержиново
Дзержино́во (бел. Дзяржынава, пол. Dzierżynowo) — имение рода Дзержинских в 15 км от городского посёлка Ивенец Воложинского района Минской области, родина Ф. Э. Дзержинского — революционера, советского государственного деятеля и основателя ВЧК.

## История
Первоначально было родовым имением рода Озембловских и носило название Оземблово. В 1820-х годах единственная наследница имения Антонина Озембловская вышла замуж за Юзефа-Яна Дзержинского (1788—1854), происходившего из застенковой шляхты и своей земли не имевшего. Имение стало называться Дзержиново и было унаследовано восемью сыновьями Юзефа-Яна и Антонины (также в семье было три дочери). Старшим сыном и распорядителем имения был Эдмунд Дзержинский.
Усадебный дом с надворными постройками, возведённый в 1870-е годы, где прошло детство Ф. Э. Дзержинского, был сожжён нацистами во время карательной операции «Герман» летом 1943 года.

## Музей-усадьба

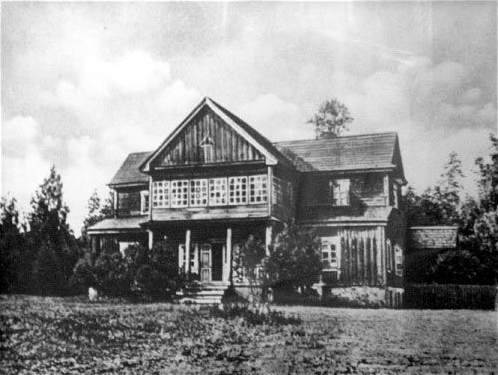
Усадьба Дзержинских, фото ранее 1939

История музея-усадьбы началась в 1963 году, когда Совет Министров Белорусской ССР объявил усадьбу Дзержиново с прилегающей территорией общей площадью 80 га памятником природы республиканского значения. В 1972 году в Дзержиново открылся мемориальный комплекс — филиал Ивенецкого мемориального музея Ф. Э. Дзержинского (основан в 1957 году).
25 мая 2001 на 10-м заседании Совета руководителей органов безопасности и специальных служб государств-участников СНГ было принято решение о восстановлении мемориального комплекса «Дзержиново». 28 февраля 2002 года комплекс включён в Государственный список историко-культурных ценностей Республики Беларусь. Были восстановлены жилой дом с мансардой и часть усадьбы при финансовой поддержке спецслужб России и Украины, ОАО «АСБ Беларусбанк».
7 октября 2004 года состоялось открытие восстановленного мемориального комплекса. Экспозиция, созданная в доме-музее семьи Дзержинского, получила высокую оценку Президента Республики Беларусь Александра Лукашенко, глав делегаций-участников 17-го заседания Совета руководителей органов безопасности и спецслужб государств-участников СНГ и руководства Комитета государственной безопасности Республики Беларусь.
Согласно решению Минского облисполкома с 7 июня 2005 года мемориальный комплекс находился в ведении Столбцовского райисполкома, с 17 апреля 2006 года имеет современный статус и название. С 1 июля 2006 года директором музея является Тереза Николаевна Чуйко.
В настоящее время на месте имения воссоздан мемориальный комплекс «Дзержиново», в составе которого находится музей, где собраны документы и материалы, повествующие о жизни и деятельности Дзержинского.
Наиболее значимые коллекции — «Печатные издания», «Искусство», «Вещи», «Нумизматика». Особо ценными экспонатами являются книги из дома Дзержинских, чернильный прибор, стол, за которым работал Феликс Дзержинский, будучи учеником I Виленской гимназии, кресло кон. XIX в., книга Деревнянской римско-католической церкви о новорожденных в 1876—1883 гг.
Ежегодно в сентябре в музее-усадьбе проводится мероприятие, посвященное годовщине со дня рождения Ф. Э. Дзержинского. Традиционно в этот день Комитетом государственной безопасности Республики Беларусь проводится ритуал посвящения молодых офицеров в сотрудники органов государственной безопасности Республики Беларусь. Также в музее проводятся мероприятия, посвященные Дню защиты детей, дню Матери, читаются лекции на темы истории усадьбы Дзержиново, о семье Дзержинских, о жизни и деятельности Феликса Эдмундовича.

## Награды
- Премия ФСБ России (номинация «Изобразительное искусство», поощрительный диплом, 2007) — за создание высокохудожественной экспозиции, посвященной жизни и деятельности Ф. Э. Дзержинского.